# Понорницкая поселковая община
Понорницкая поселковая общи́на (укр. Понорницька селищна громада) — территориальная община в Новгород-Северском районе Черниговской области Украины. Административный центр — пгт Понорница.
Население — 7523 человек. Площадь — 517,8 км². 
Количество учреждений, оказывающих первичную медицинскую помощь — 1.

## История
Понорницкая поселковая община была создана 20 июня 2019 года путём объединения Понорницкого поселкового совета и Вербовского сельсовета Коропского района.
12 июня 2020 года были присоединены территории Деснянского, Крисковского, Мезинского, Покошицкого, Радичевского и Разлётовского сельсоветов Коропского района, Авдеевского и Шаболтасовского сельсоветов Сосницкого района.
17 июля 2020 года община вошла в состав нового Новгород-Северского района. Коропский и Сосницкий районы были ликвидированы.

## География
Территория общины представляет из себя северную часть бывшего Коропского района и северо-восточную оконечность Сосницкого района. Община граничит с Сосницкой и Холминской общинами Корюковского района, Новгород-Северской и Коропской общинами Новгород-Северского района, Сумской областью Украины. Реки: Десна, Студенка, Криски, Богачка.

## Населённые пункты
- пгт Понорница
- Авдеевка
- Великий Лес
- Верба
- Деснянское
- Зелёная Поляна
- Иваньков
- Криски
- Куриловка
- Мезин
- Осьмаки
- Покошичи
- Радичев
- Рыхлы
- Разлёты
- Смелое
- Шаболтасовка